# مجاور المبيض
يتكون مجاور المبيض أو جنيب المبيض أو القويض من عدة أُنيببات غير متطورة، إذ تتواجد بشكل أفضل في الأطفال، وتتواجد في الرباط الرحمي العريض. سُميت تيمنًا باسم عالم التشريح الويلزي دافيد جونسون الذي وصفها لأول مرة في جامعة ويلز،آبريستويث. يعتبر جنيب المبيض بقايا الكلية الأولية.

## روابط خارجية
- تشريح دارتموث figures/chapter_35/35-8.HTM
- علم الأجنة السويسري (من جامعة لوزان، وجامعة برن، وجامعة فريبورغ) ugenital/genitinterne05

خيارات العرض الأولية
يُمكن استخدام وسيط |وضع= لضبط خيارات عرض القالب الأوليّة:
- |وضع=collapsed: {{مجاور المبيض|وضع=collapsed}} لإظهار القالب مطويًّا، بمعنى إخفاء محتوياته ما عدا الشريط الخاص بالعنوان.
- |وضع=expanded: {{مجاور المبيض|وضع=expanded}} لإظهار القالب ممتدًّا، بمعنى إظهاره كاملًا.
- |وضع=autocollapse: {{مجاور المبيض|وضع=autocollapse}}
  - لإظهار القالب مطويًّا إلى شريط العنوان إذا وُجِد قالب {{وصلات قالب}}، أو قالب {{شريط جانبي}} أو أي جدول يستخدم متغيّر مطوي في الصفحة.
  - لإظهار القالب في وضع الممتد إذا لم يكن هنالك أي عنصر مطوي في الصفحة.

إذا كان وسيط |وضع= غير مضبوطٍ؛ فإن العرض الأولي للقالب يأخذ الوضع من وسيط |افتراضي= في القالب. وضع هذا القالب الحالي مضبوط على autocollapse.
- أدوات مساعدة: تفقد استخدام الوصلات للقالب